# Boulder City
Boulder City je město v okrese Clark County ve státě Nevada ve Spojených státech amerických. Žije zde přibližně 15 tisíc obyvatel.
Počátkem 30. let 20. století zde podle urbanistického plánu Saca Rienka de Boera vzniklo nové město pro pracovníky podílející se na stavbě blízké Hooverovy přehrady. Městská samospráva byla zřízena v roce 1959.
U města začíná dálnice Interstate 11 a prochází jím silnice U.S. Route 93 a U.S. Route 95.